# Vanessa itea
Vanessa itea je druh motýla z čeledi babočkovití vyskytující se pouze na Novém Zélandu a v Austrálii, v těchto oblastech je tedy endemickým druhem.

## Popis

### Vajíčka
Světle zelená vajíčka jsou kladena po dvojicích nebo trojicích poblíž špičky stonku. Vajíčka jsou trochu delší na výšku než na šířku. Líhnou se přibližně 8–10 dní.

### Larva
Larva je po vylíhnutí světle šedá, ale po několika dnech se zbarvuje do hněda, šedozelena nebo žluta. Tato změna barvy slouží k maskování a ochraně před predátory. Živí se především na rostlinách rodu kopřiva (Urtica). Hlava je chlupatá, na bocích a hřbetu jsou světlé pruhy. Larvy žijí v průměru 4–6 týdnů. Mají 5 instarů. Před tím než se zakuklí, mohou strávit až dva dny s hlavou dolů na listu v pozici podobné písmenu „J“. Dorůstá délky až 40 mm.

### Kukla

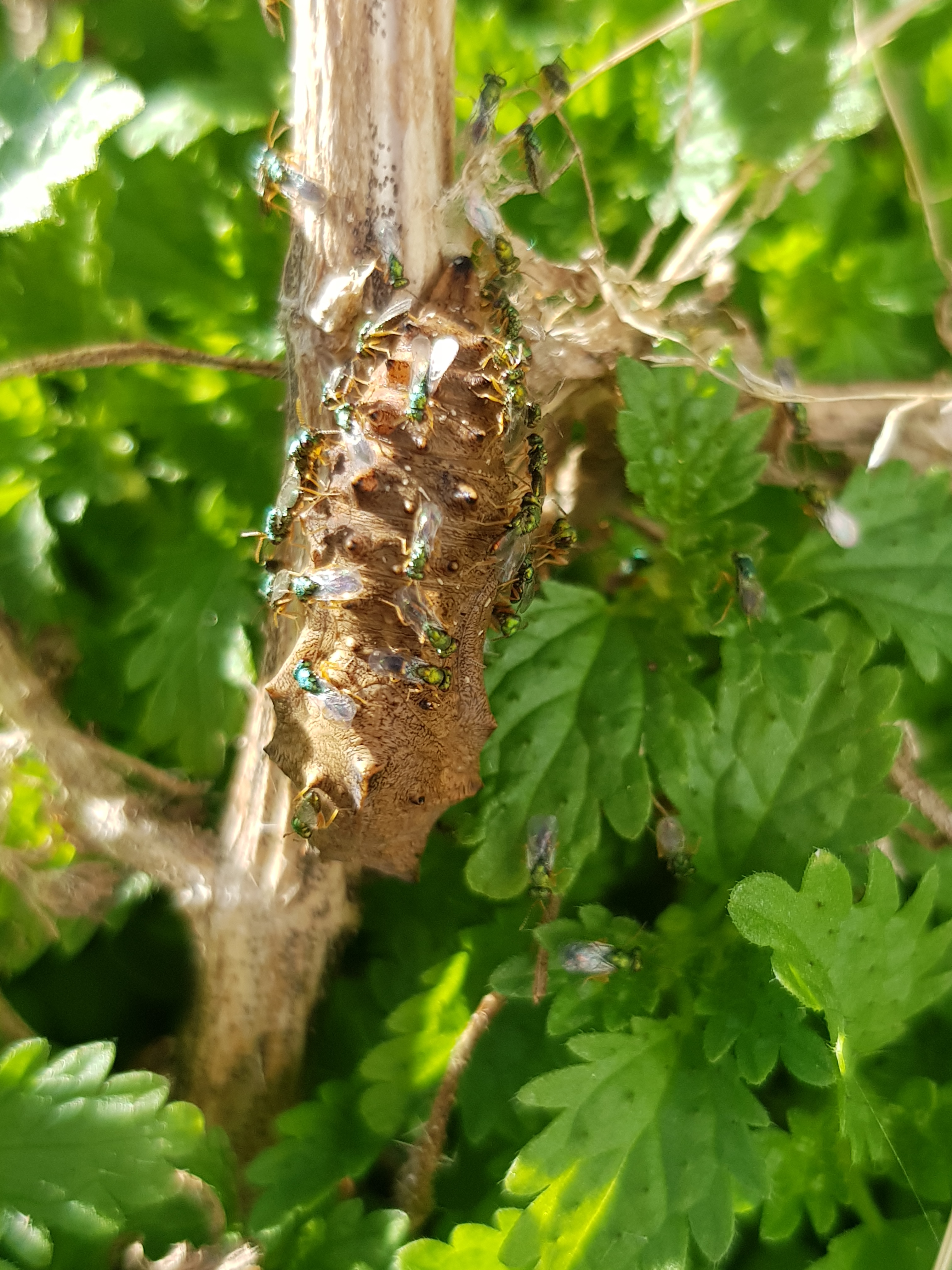
Kukla Vanessa itea

Kukla je většinou šedá, hnědá nebo šedohnědá se zlatou skvrnou. Různorodost barev slouží k přizpůsobení se okolí a aktuálním světelným podmínkám pro efektivní kamufláž. Jsou dlouhé okolo 20 mm. Zakuklení trvá 10–18 dní, v zimě i déle než 25 dnů.

### Dospělci

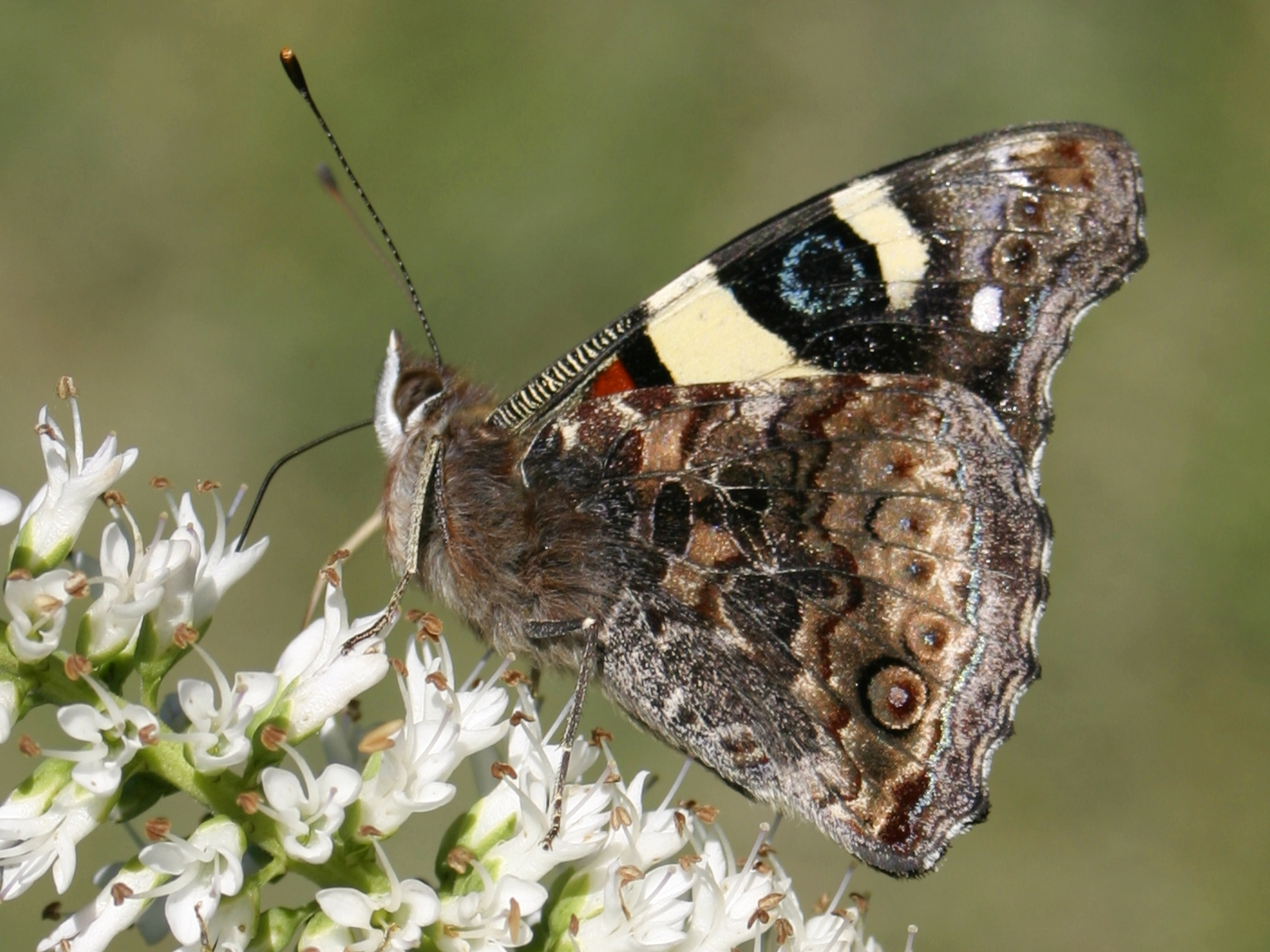
Spodní strana křídel

Dospělci tohoto druhu mají rozpětí křídel 45–55 mm. Na obou stranách křídel mají široký žlutý pruh.

## Výskyt
Vanessa itea se vyskytuje na celém Novém Zélandu. Jde o stěhovavý druh, takže část populace se vyskytuje i v Austrálii a na ostrově Norfolk. Tento druh je celkem běžný ve volné krajině až do nadmořské výšky 1000 m n. m.